# 三垣龍次
三垣 龍次（みがき りゅうじ、1981年9月12日 - ）は、日本の元プロボクサー、トレーナー。第54代日本ライト級王者。第43代OPBF東洋太平洋ライト級王者。岡山県岡山市出身。現役時代はM.Tボクシングジム所属。2020年8月末まで協栄新宿ボクシングジムのトレーナーを務めていた。関西高等学校、駒澤大学経済学部卒業。

## 来歴
中学生の時にボクシングを始める。1998年に行われたかながわ・ゆめ国体では少年の部ライトウェルター級で優勝し、高校、大学時代はトップアマとして活躍した。
2004年6月28日、横浜アリーナで行われた世界戦のアンダーでプロデビュー戦としてスーパーライト級6回戦を行い、2回KO負けを喫した。2005年12月22日、主戦場となるライト級へ移り、A級ボクサー4回戦賞金獲得試合で元吉真三に2RTKO勝利を収めた。2006年には右拳の手術のため8か月のブランクをつくったが、12月9日に行われた萩森良平との6回戦で最終回にTKO勝利を収め、翌2007年2月には日本ライト級9位にランクインした。同年10月8日、再び右拳の手術のため8か月ぶりとなったリングでは加藤善孝との8回戦に3-0の判定勝利を収めた。2008年3月5日、日本4位として7位熊野和義とのランカー対決8回戦に3-0の判定勝利を収めた。同年6月21日、日本2位・OPBF8位としてインドネシア7位ロッキー・アラップアラップに3RTKO勝利を収め、7月には日本1位となった。同年12月17日、日本2位・OPBF6位として鈴木拓也に3-0の判定勝利を収めた。
2009年4月4日、第30回チャンピオンカーニバルで日本ライト級王者石井一太郎と対戦し、8Rに右ストレートでダウンを奪い、9Rには石井にタオルが投げ込まれ、TKO勝ちを収め王座を獲得した。三垣はこの試合に対し、4月23日選考の同チャンピオンカーニバル技能賞および東日本ボクシング協会の平成21年4月度月間敢闘賞を受けたが、同年8月1日に近藤明広と対戦し、初回45秒TKO負けを喫し初防衛に失敗、王座から陥落した。
2010年1月16日、OPBF東洋太平洋ライト級王者長嶋建吾と対戦し、4回に続いて10回にもダウンを奪い、タオル投入による10回TKO勝ちを収め王座を獲得した。この試合に対しては、東日本ボクシング協会の平成22年1月度月間最優秀選手賞を受けた。同年5月17日にはさいたまスーパーアリーナで同級2位・趙喜在（韓国）と対戦する予定であったが、趙が肺炎により直前に棄権したため、この日は小口雅之と2Rの公開スパーリングを披露した。
2010年9月20日、金井アキノリと対戦。2回にダウンを奪われるも、3回にダウンを奪い返した上で、6回TKO勝ちで王座初防衛に成功した。
2010年12月13日、無敗の高瀬司と対戦。初回からダウンを奪いそれ以降も優勢に試合を進め、8回TKO勝ちを収め2度目の防衛に成功した。。
2011年7月2日、川瀬昭二と対戦。血まみれの激闘となったが10回に豪打でレフリーストップに追い込みTKO勝ちで3度目の防衛に成功した。。
2012年2月28日、三垣本人が怪我のため３度防衛後OPBF王座を返上。このタイトルを奪還するために世界３位で現OPBF王者の荒川仁人に挑戦した。ともに世界ランカー同士の白熱した好試合となったが0-3の判定負けで王座返り咲きに失敗した。
2012年10月27日、東京国際フォーラムで元日本スーパーフェザー級王者の三浦隆司とライト級10回戦を行い、1回1分37秒TKO負けを喫した。この試合を最後に現役引退を発表した。

## 戦績
- アマチュアボクシング：70戦52勝 (30KO・RSC) 18敗
- プロボクシング：21戦17勝 (13KO) 4敗 (3KO)

| 戦           | 日付           | 勝敗 | 時間     | 内容    | 対戦相手                           | 国籍                 | 備考                                                              |
| ------------ | -------------- | ---- | -------- | ------- | ---------------------------------- | -------------------- | ----------------------------------------------------------------- |
| 1            | 2004年6月28日  | ★    | 2R 2:13  | KO      | 清田広大                           | 日本 （協栄）        | プロデビュー戦                                                    |
| 2            | 2004年9月20日  | ☆    | 2R 1:45  | KO      | サムットノイ・シスナルポン         | タイ                 |                                                                   |
| 3            | 2005年2月19日  | ☆    | 1R 2:09  | KO      | 杉浦学                             | 日本 （和光）        |                                                                   |
| 4            | 2005年5月19日  | ☆    | 6R 2:33  | TKO     | 篠田雄亮                           | 日本 （金子）        |                                                                   |
| 5            | 2005年10月1日  | ☆    | 4R 2:16  | KO      | 伊地知崇                           | 日本 （角海老宝石）  |                                                                   |
| 6            | 2005年12月22日 | ☆    | 2R 0:50  | TKO     | 元吉真三                           | 日本 （角海老宝石）  | A級ボクサー4回戦賞金獲得試合 B:Tight! DESPERADO（- デスペラード） |
| 7            | 2006年4月15日  | ☆    | 2R 1:09  | TKO     | ピチットチャイ・ゴーコンカーンジム | タイ                 |                                                                   |
| 8            | 2006年12月9日  | ☆    | 6R 1:44  | TKO     | 萩森良平                           | 日本 （天熊丸木）    |                                                                   |
| 9            | 2007年2月10日  | ☆    | 6R       | 判定3-0 | 岩下幸右                           | 日本（グリーンツダ） |                                                                   |
| 10           | 2007年10月8日  | ☆    | 8R       | 判定3-0 | 加藤善孝                           | 日本 （角海老宝石）  |                                                                   |
| 11           | 2008年3月5日   | ☆    | 8R       | 判定3-0 | 熊野和義                           | 日本 （宮田）        |                                                                   |
| 12           | 2008年6月21日  | ☆    | 3R 1:40  | TKO     | ロッキー・アラップアラップ         | インドネシア         |                                                                   |
| 13           | 2008年12月17日 | ☆    | 8R       | 判定3-0 | 鈴木拓也                           | 日本（ワールド日立） |                                                                   |
| 14           | 2009年4月4日   | ☆    | 9R 0:30  | TKO     | 石井一太郎                         | 日本 （横浜光）      | 日本ライト級タイトルマッチ                                        |
| 15           | 2009年8月1日   | ★    | 1R 0:45  | TKO     | 近藤明広                           | 日本 （日東）        | 日本王座陥落                                                      |
| 16           | 2010年1月16日  | ☆    | 10R 2:07 | TKO     | 長嶋建吾                           | 日本 （18古河）      | OPBF東洋太平洋ライト級タイトルマッチ                              |
| 17           | 2010年9月20日  | ☆    | 6R 1:11  | TKO     | 金井アキノリ                       | 日本 （姫路木下）    | OPBF王座防衛1                                                     |
| 18           | 2010年12月13日 | ☆    | 8R 0:51  | TKO     | 高瀬司                             | 日本 （大阪帝拳）    | OPBF王座防衛2                                                     |
| 19           | 2011年7月2日   | ☆    | 10R 2:31 | TKO     | 川瀬昭二                           | 日本 （松田）        | OPBF王座防衛3                                                     |
| 20           | 2012年2月28日  | ★    | 12R      | 判定0-3 | 荒川仁人                           | 日本 （八王子中屋）  | OPBF東洋太平洋ライト級タイトルマッチ                              |
| 21           | 2012年10月27日 | ★    | 1R 1:37  | TKO     | 三浦隆司                           | 日本 （帝拳）        |                                                                   |
| テンプレート |                |      |          |         |                                    |                      |                                                                   |

## 獲得タイトル
- 第53回国体少年の部ライトウェルター級優勝
- 第54代日本ライト級王座（防衛0）
- 第43代OPBF東洋太平洋ライト級王座（防衛3）